# West Lake Sammamish (Washington)
West Lake Sammamish fue un lugar designado por el censo ubicado en el condado de King, en el estado estadounidense de Washington. En el año 2000 tenía una población de 5.935 habitantes y una densidad poblacional de 53,7 personas por km².Fue anexado por Bellevue en 2001.

## Geografía
West Lake Sammamish estaba ubicado en las coordenadas 47°34′16″N 122°5′56″O / 47.57111, -122.09889.

## Demografía
Según la Oficina del Censo en 2000 los ingresos medios por hogar en la localidad eran de $86.415, y los ingresos medios por familia eran $95.421. Los hombres tenían unos ingresos medios de $62.045 frente a los $37.768 para las mujeres. La renta per cápita para la localidad era de $38.474. Alrededor del 3,5% de la población estaban por debajo del umbral de pobreza.